# Hipódromo de Agua Caliente
Koordinaten: 32° 30′ N, 117° 0′ W
Hipódromo de Agua Caliente ist eine Pferderennbahn in der mexikanischen Grenzstadt Tijuana, Baja California. Betreiber der Anlage ist die Hipódromo de Agua Caliente S.A de CV.

## Geschichte
Das Hipódromo mit 11.000 Tribünensitzplätzen wurde im Jahr 1915 erbaut und war seit 1917 der Austragungsort des „Agua Caliente Handicap“. Dieses internationale Pferderennen zog auch wohlhabende Südkalifornier an und war bis 1958 eines der höchstdotierten Pferderennen in Nordamerika. Bekannte Jockeys, die den Agua Caliente Handicap in Tijuana gewannen, waren unter anderen George Woolf, Eddie Arcaro und Bill Zapatero.
Im Jahr 1938, als der damalige mexikanische Präsident Lázaro Cárdenas Glücksspiel und Pferdewetten verbot, wurde die Anlage geschlossen. Nach Aufhebung des Glücksspielverbotes fand 1958 nochmals ein Rennen des Agua Caliente Handicap statt. Im August 1971 wurde die ursprüngliche Tribünenstruktur der Rennbahn durch einen Brand zerstört. Sie wurde danach restauriert und 1974 wieder eröffnet.
Heute ist das Hipódromo de Agua Caliente eine Rennbahn, auf der Windhundrennen ausgetragen werden. Auf dem Gelände des Hipódromos befindet sich auch das 2007 eröffnete Fußballstadion Estadio Caliente.